# Église du désert
L'église du désert c'est le temps de la clandestinité pour la religion réformée, entre l'édit de Fontainebleau (1685) et l'édit dit « de tolérance » de 1787, juste avant la Révolution française en 1789.

## Historique
Avec la révocation de l'édit de Nantes par l'édit de Fontainebleau les protestants se trouvent privés de liberté de culte. Ils doivent se convertir. Certains émigrent, d'autres restent mais continuent à vivre clandestinement leur foi. Ils lisent la Bible et se réunissent dans des assemblées dites « assemblées du désert ». Ce sera dans des lieux isolés, loin des villes, les garrigues, les grottes, les ravins, dans les forêts, sur les dunes littorales, que les protestants se réunissent pour assister à des cultes. Ces lieux sont isolés et munis de guetteurs pour conjurer le risque d'arrestation et de condamnation.
Pour assister à la réunion, il fallait être muni d'un « méreau », un jeton qui prouvait qu’il avait assisté aux séances de catéchisme et qu’il contribuait aux charges de l’Eglise.  La plupart des méreaux étaient en plomb, ou en alliage de plomb et d’étain, et coulés dans des moules et chaque église du désert avait son sceau.  Ainsi était souvent représenté un berger (Bordelais, Saintonge, à Agen et Montauban, une coupe (Poitou à La Mothe-Saint-Héray), un verset (à Jonzac ou à Nîmes),.
Ce terme de désert fait référence à la traversée du désert par les Hébreux après la sortie d'Égypte, les 40 années de l’Exode durant lesquelles ils ont erré dans le désert. Ce lieu était aussi l'endroit où se faisait entendre la parole de l’Eternel.
L'église du désert a été particulièrement importante dans les Cévennes, le Languedoc et en Poitou-Charentes, Dauphiné, Vivarais… où le protestantisme était très implanté.